# ミヤコーバス気仙沼営業所
ミヤコーバス気仙沼営業所（ミヤコーバスけせんぬまえいぎょうしょ）は、宮城県気仙沼市にあるミヤコーバスの営業所。統合前は宮交気仙沼バスの本社営業所であった。

## 沿革
- 1918年（大正7年）2月11日 - 気仙沼新興会を設立、乗合自動車事業を開業（気仙沼地区におけるバス事業の起こり）。
- 1923年（大正12年）8月15日 - 気仙沼乗合自動車を設立。
- 1925年（大正14年）12月 - 気仙沼新興会と気仙沼乗合自動車を合併、三陸自動車を設立。
- 1937年（昭和12年） - 三陸自動車、津谷車庫を設置。
- 1939年（昭和14年）
  - 8月15日 - 桜井きく、山本英雄、高橋文吉経営の乗合自動車および都築自動車を買収。
  - 9月28日 - 野田譲経営の乗合自動車を買収。
- 1940年（昭和15年）
  - 9月26日 - 清水商会を買収。
  - 12月4日 - 気仙沼貸切を買収。
- 1941年（昭和16年）1月23日 - 古川孫右ェ門経営の乗合自動車を買収。
- 1942年（昭和17年）3月11日 - 大津滝三郎経営の乗合自動車を買収。
- 1944年（昭和19年）10月31日 - 三陸自動車、仙北鉄道と合併。仙北鉄道気仙沼営業所となる。
- 1951年（昭和26年）5月2日 - 御崎駐在所を設置。
- 1953年（昭和28年）- 大島に路線新設（運行当初は夏期のみ）、大島車庫設置。
- 1954年（昭和29年）9月18日 - 気仙沼営業所（現在の気仙沼案内所）を新築。
- 1962年（昭和37年）2月 - 気仙沼営業所を南気仙沼駅近く（宮城県気仙沼市弁天町2-2-3）に新築・移転、旧営業所は案内所とする。
- 1964年（昭和39年）4月14日 - 社名を宮城バスに改称、宮城バス気仙沼営業所となる。
- 1965年（昭和42年）7月 - 津谷営業所を新築・移転。
- 1970年（昭和45年）10月1日 - 宮城バス・宮城中央バス・仙南交通の3社が合併、宮城交通設立。宮城交通気仙沼営業所となる。
- 1998年（平成10年）4月1日 - 宮城交通気仙沼営業所構内にて、宮交気仙沼バス設立。当初は社員数名のみで、一部の代替路線のみ担当だった。
- 2004年（平成16年）4月1日 - 新月線（八瀬橋 - 上廿一）廃止、乗合タクシーに移管。
- 2005年（平成17年）
  - 9月30日 - 内陸線（津谷 - 佐沼）廃止。
  - 10月1日 - 地域子会社制の実施に伴い、宮城交通気仙沼営業所の業務が宮交気仙沼バスに全て移管された。
- 2007年（平成19年）1月1日 - 各地域子会社が宮交気仙沼バスに統合、ミヤコーバスに社名変更された。それに伴い、ミヤコーバス気仙沼営業所となる。本社機能は仙台市の宮城交通本社内に移転。
- 2010年（平成22年）4月15日 - 気仙沼案内所の窓口営業を廃止。
- 2011年（平成23年）
  - 3月11日 - 東北地方太平洋沖地震に伴う大津波及び市街地大火により営業所が水没・焼失。その後、仮のバス駐車場を高台（宮城県気仙沼市赤岩牧沢138-5・リアスアーク美術館駐車場）に得る。
  - 10月 - 仮事務所から宮城県気仙沼市上田中二丁目2-7に移転。
- 2012年（平成24年）8月20日 - 津谷営業所を再開設、営業開始。
- 2017年（平成29年）
  - 3月30日 - 震災前の所在地（宮城県気仙沼市弁天町2-2-3）に新庁舎が竣工[1]。翌31日より業務を開始[2]。
  - 11月2日 - 気仙沼市立病院移転に伴うダイヤ改正。あわせて停留所名の変更等を実施[3]。
- 2018年（平成30年）4月16日 - ダイヤ改正。気仙沼西高校の統廃合（閉校）による再編および市立病院へのアクセス性向上を図る[4]。
- 2019年（平成31年）4月8日 - 気仙沼大島大橋開通に伴い、大島線が気仙沼市内に延伸[5]。

## 事業所
- 気仙沼営業所
  - 宮城県気仙沼市弁天町2-2-3
  - 気仙沼地区支配人室を置く。
- 大島車庫
  - 宮城県気仙沼市浦の浜
- 御崎駐在所
  - 宮城県気仙沼市唐桑町崎浜2
  - 乗務員宿泊所と御崎駐車場に1台分の専用駐車スペースがある。
  - 御崎線の折返し待機に使われているが宿泊所は現在滞泊運用が無いため使用していない。

### 廃止された事業所
- 気仙沼案内所
  - 宮城県気仙沼市南町二丁目5-15
  - 旧仙北鉄道バス気仙沼営業所、末期は窓口営業のみだった。通称、南町案内所。
  - 2010年4月15日をもって窓口営業廃止。
- 津谷案内所
  - 宮城県気仙沼市本吉町津谷明戸255
  - 当初は営業所であったが、宮城交通時代に気仙沼営業所配下の案内所に格下げされた。以前は車両配置もあったが、しばらくは転向場としての機能のみであった。
  - 東日本大震災では車庫も被災したが、2012年8月20日に津谷営業所として再開している。

## 高速バス所管路線

### 仙台 - 南三陸・気仙沼線

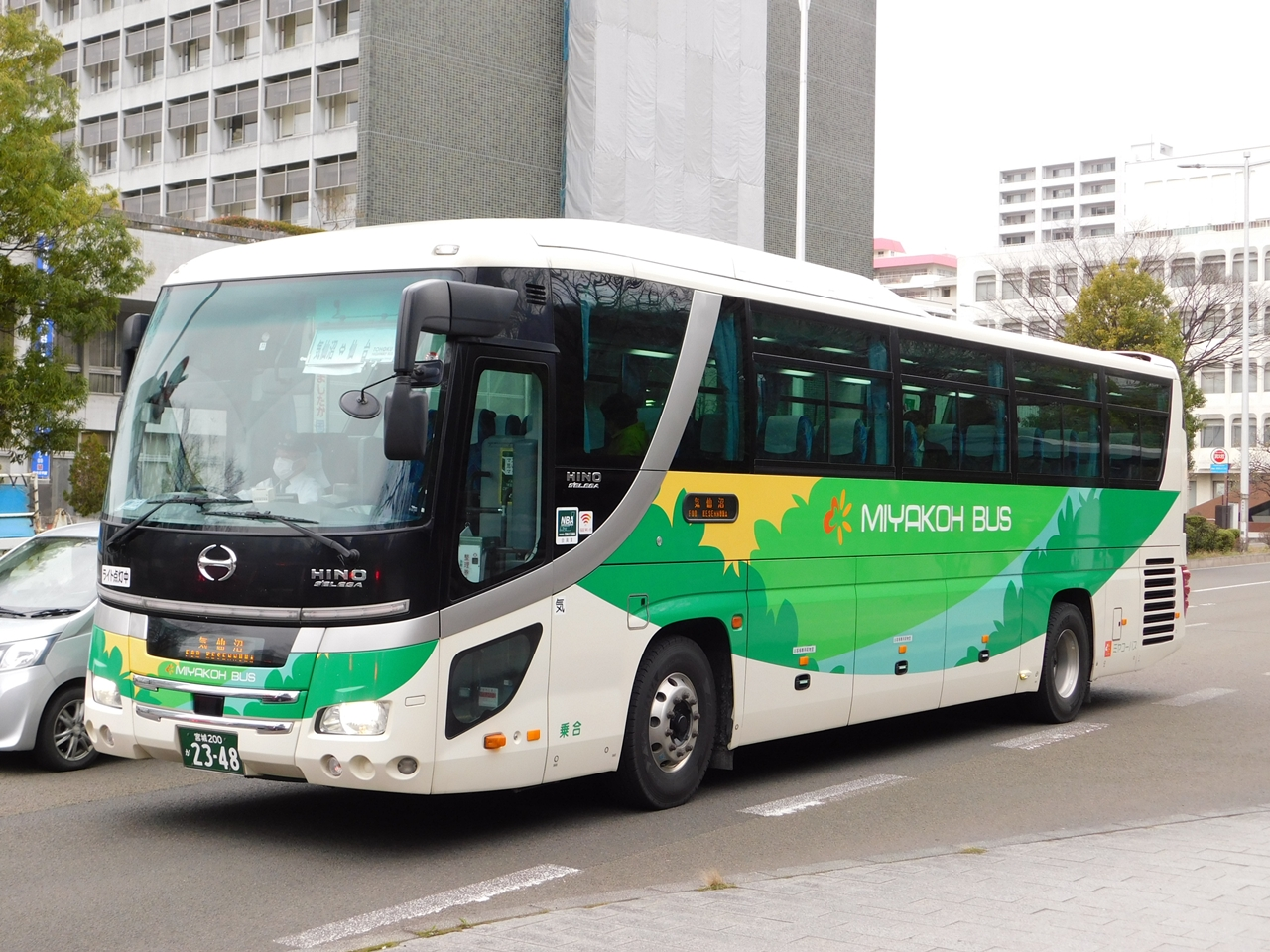
仙台 - 南三陸・気仙沼線

仙台 - 気仙沼線は、宮城県仙台市と南三陸町・気仙沼市を仙台東部道路・三陸沿岸道路経由で結ぶ高速バス路線。2018年（平成30年）5月31日までは、「仙台 - 南三陸線」の路線名であったが、全便三陸道経由に統一され現在に至る。1日6往復。
なお、宮城交通とミヤコーバスは、宮城県内完結の高速バス及び山形線・上山線を「特急バス」と称しているが、本路線は例外で「高速バス」とされている。

#### 運行経路
2024年10月時点での運行経路は下記の通りである。全域で宮城県内を走行する。
直行便は上り1便のみ運行している。
また、大島便は2021年（令和3年）より期間限定で運行している。
| 自治体          | 乗降                           | 停留所名称                            | 運行   | 運行   | 運行   | 備考・最寄り駅                           |
| 自治体          | 乗降                           | 停留所名称                            | 通常便 | 直行便 | 大島便 | 備考・最寄り駅                           |
| --------------- | ------------------------------ | ------------------------------------- | ------ | ------ | ------ | ---------------------------------------- |
| 仙台市          | ▼                              | 東北大学病院前                        | ▲      | ▲      |        |                                          |
| 仙台市          | ▼                              | 県庁市役所前                          | ●      | ▲      | ○      | 仙台市地下鉄 勾当台公園駅                |
| 仙台市          | ▼                              | 仙台駅前 （宮交仙台高速バスセンター） | ●      | ▲      | ○      | JR東日本・仙台市地下鉄 仙台駅            |
|                 | 仙台東部道路・三陸沿岸道路経由 |                                       |        |        |        |                                          |
| 本吉郡 南三陸町 | ▲                              | 道の駅さんさん南三陸                  | ●      | ∥      | ○      | JR東日本 気仙沼線BRT志津川駅             |
| 気仙沼市        | ▲                              | 本吉登米沢                            | ●      | ∥      | ○      |                                          |
| 気仙沼市        | ▲                              | 大谷海岸                              | ●      | ∥      | ○      | JR東日本 気仙沼線BRT大谷海岸駅           |
| 気仙沼市        | ▲                              | 階上公民館前                          | ●      | ∥      | ○      |                                          |
| 気仙沼市        | ▲                              | 友愛団地入口                          | ●      | ∥      | ○      |                                          |
| 気仙沼市        | ▲                              | 片浜                                  | ●      | ∥      | ○      | JR東日本 気仙沼線BRT松岩駅               |
| 気仙沼市        | ▲                              | 気仙沼警察署前                        | ●      | ▲      | ○      |                                          |
| 気仙沼市        | ▲                              | 田谷本郷                              | ●      | ▲      | ○      |                                          |
| 気仙沼市        | ▲                              | 気仙沼市役所前                        | ●      | ▲      | ○      | JR東日本 大船渡線BRT内湾入口（八日町）駅 |
| 気仙沼市        | ▲                              | 南町                                  | ●      | ▲      | ∥      |                                          |
| 気仙沼市        | ▲                              | 河原田・海の市入口                    | ●      | ▲      | ∥      |                                          |
| 気仙沼市        | ▲                              | 南気仙沼駅                            | ●      | ▲      | ∥      | JR東日本 気仙沼線BRT南気仙沼駅           |
| 気仙沼市        | ▲                              | 鹿折唐桑駅前                          |        |        | ○      | JR東日本 大船渡線BRT鹿折唐桑駅           |
| 気仙沼市        | ▲                              | 浦の浜 （大島ウエルカム・ターミナル） |        |        | ○      |                                          |

乗降凡例
- ▼：下り乗車・上り降車のみ
- ▲：下り降車・上り乗車のみ

運行凡例
- ●：全便停車
- ○：期間限定運行
- ▲: 上り便のみ運行もしくは停車
- ∥：経路外

2011年3月11日の東日本大震災以前は、以下の経路で運行していた。その後の変遷については路線沿革を参照のこと。
（県庁市役所前  -  南三陸ホテル観洋） - 公立志津川病院 - （志津川十日町） - 歌津管の浜 - （枡沢  -  警察署入口） - 気仙沼市役所 - 気仙沼案内所 - 駅前通り - 気仙沼営業所

#### 路線沿革
- 2006年（平成18年）10月1日 - 運行開始。
- 2007年（平成19年）6月18日 - 桃生津山IC経由に変更、所要時間を短縮。
- 2008年（平成20年）9月1日 - バス停新設（枡沢、赤牛海岸）および運行時刻を見直し。
- 2010年（平成22年）10月1日 - 1往復増便、1日3往復となる。仙台駅前ののりばを33番（さくら野前・当時）から40番（宮交仙台高速バスセンター）に変更。気仙沼市内での運行経路を変更[7]。3枚綴り回数券を廃止、2枚綴り往復券に変更。
- 2011年（平成23年）
  - 3月11日 - 東北地方太平洋沖地震発生。津波により南三陸町志津川から気仙沼市本吉町小泉（明戸）にかけての国道45号の水尻橋・歌津大橋・小泉大橋において落橋が確認され、通行困難になったため、以降、運行休止。
  - 4月29日 - 上記通行困難部を回避し、登米ICから国道346号・本吉体育館経由として、当路線が気仙沼市南部地区向けの臨時バスとして運行再開。気仙沼側始発・終着は気仙沼市総合体育館。
  - 7月19日 - 往復2車線分の水尻橋・小泉大橋仮橋完成により大迂回する必要がなくなったため、ほぼ通常ルート[8]で運行再開。ただし気仙沼側始発・終着は気仙沼市総合体育館のまま。なお、旧・志津川町中心部については、公立志津川病院に停車。
  - 11月28日 - 旧・志津川町中心部の停車箇所を公立志津川病院から志津川十日町に変更。
- 2012年（平成24年）
  - 4月28日 - 仙台朝発・気仙沼夕刻発の1往復を増便、1日3往復となる（増便分は吉岡営業所担当）。
  - 7月15日 - 東日本大震災被災に伴う気仙沼警察署移転のため「警察署入口」バス停を「南郷」に改称。
- 2013年（平成25年）
  - 6月10日 - 1往復増便、1日4往復となる。
  - 12月1日 - この日発売分の回数券より有効期限を設定（2015年3月31日まで、以降適宜更新）。
- 2014年（平成26年）4月21日 - 気仙沼市内の運行経路を変更、ほぼ東日本大震災前の経路に戻る。「総合体育館」バス停を廃止[9]。
- 2015年（平成27年）6月15日 - 運賃改定[10]。
- 2016年（平成28年）
  - 2月29日 - 運転士不足により 1往復を減便、1日3往復となる[11][12]。
  - 10月15日 - 減便していた1往復の運行を再開。周辺の嵩上げ工事に伴い歌津駅前バス停を休止、枡沢バス停を歌津枡沢に改称[13]。
- 2017年（平成29年）3月3日 - 運行経路変更。志津川IC利用となり、所要時間を短縮。新たにBRT志津川駅に停車。これに伴い津山もくもくランド前、南三陸ホテル観洋、志津川十日町の各バス停を廃止[14]。
- 2018年（平成30年）6月1日 - 東北道経由便（後述）を全便三陸道経由に変更。1日6往復となる[15]。
- 2019年（令和元年）7月1日 - 歌津IC - 小泉海岸IC間を三陸道に載せ替え、所要時間を短縮。歌津枡沢、小泉小学校入口の各バス停を廃止。朝の上り便（2本）を東北大学病院前に延伸。あわせて運賃を改定[16][17]。
- 2020年（令和2年）
  - 3月14日 - BRT南気仙沼駅の再開に伴い、同駅まで路線を延伸。河原田バス停を「河原田・海の市入口」に改称[18]。
  - 4月6日 - 新型コロナウイルスの影響による利用者減少により、この日より当分の間1往復を減便し、一部便の時刻を変更[19]。
  - 11月22日 - 直行便（1日1往復）の運行を開始。南郷バス停に代わり田谷本郷バス停に停車[20]。
- 2021年（令和3年）
  - 3月29日 - 大谷海岸バス停を道の駅大谷海岸構内に移設、赤牛海岸バス停を廃止[21]。
  - 5月17日 - この日のNHK連続テレビ小説「おかえりモネ」の放送開始に合わせ、この日より同年10月31日までの期間限定で一部便（1往復）を大島（浦の浜（大島ウェルカムターミナル））まで延伸。大島発着便は南町、河原田・海の市入口、南気仙沼駅には停車しない[22]。
- 2022年（令和4年）
  - 6月1日 - 前年度に続き、この日より同年10月31日までの期間限定で一部便（1往復）を大島（浦の浜（大島ウェルカムターミナル）まで延伸。停車停留所も前年度と同様[23]。
  - 10月1日 - 南三陸町内の停留所をBRT志津川駅から道の駅さんさん南三陸へ移設[24]。JR気仙沼線BRTの志津川駅も同様に移設する他、道の駅の駐車場を利用してパーク＆ライドが可能となる。
- 2023年（令和5年） 7月15日 - この日より同年10月31日まで、一部便（1往復）を大島（浦の浜（大島ウェルカムターミナル））まで延伸[25]。
- 2024年（令和6年）
  - 7月13日 - この日より同年9月1日まで、一部便（1往復）を大島（浦の浜（大島ウェルカムターミナル））まで延伸[26]。
  - 10月1日 - 停留所新設および時刻変更を実施。片浜 - 田谷本郷間に気仙沼警察署前停留所を新設。下りの直行便を通常便に変更し、直行便は上り1便のみとなる。直行便の経路を気仙沼中央IC経由から気仙沼港IC経由に変更[27]。あわせて運賃を改定[28]。
- 2025年（令和7年）
  - 4月1日 - 時刻改正。1日6往復→5往復に減便[29]。

#### 利用状況
| 年度               | 運行日数 | 運行便数 | 年間輸送人員 | 1日平均人員 | 1便平均人員 |
| 2006（平成18）年度 | 182      | 604      | 3,860        | 21.2        | 6.4         |
| 2007（平成19）年度 | 366      | 1,464    | 17,520       | 47.9        | 12.0        |

- 2007年度の利用状況についてはこちら (PDF) を参照。

## 路線バス所管路線

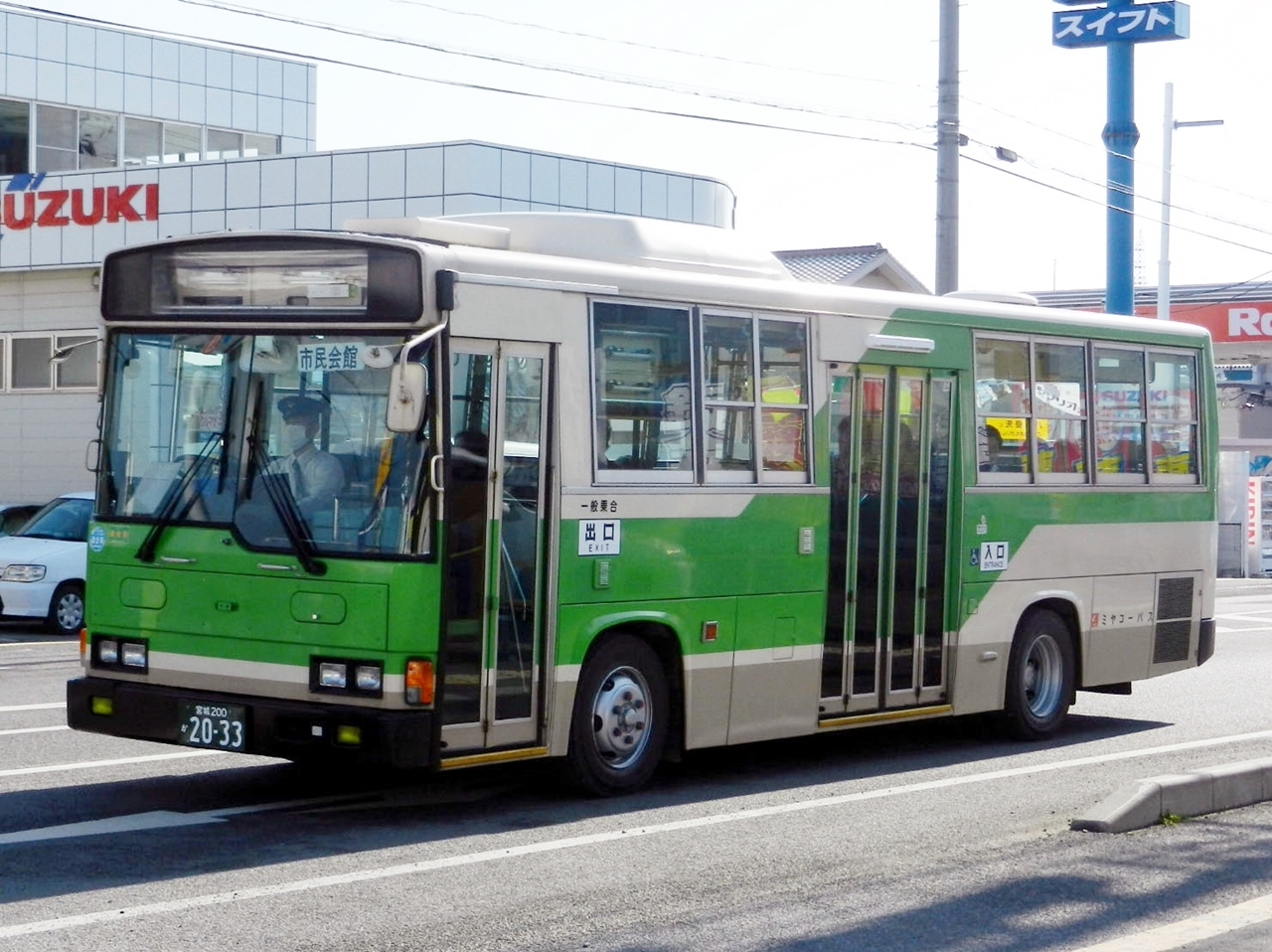
気仙沼市内を走る路線バス（都営バスからの譲受車）

設立当初受け持っていた路線は気仙沼市からの受託輸送で、運行車両には通常の路線バス表記の「乗合」に対し「限定貸切」と表記されていた。当初宮城交通は同路線の廃止を検討していたが、市側からの存続要望により赤字額を市側が負担（地方交付税交付金にて）することで廃止を免れている。
御崎線と三陸線は、被災地域地域間幹線系統として、国・宮城県の補助を受ける。
2011年の東日本大震災により、一部運行経路・発着地が変更されている。

### 御崎線
- 田谷本郷までの経路
  - 気仙沼市立病院 - 粋活街西口 - 田谷本郷
  - 南気仙沼駅 - 内の脇 - 田谷本郷
  - 市営牧沢住宅→気仙沼西高校→松岩→田谷本郷 （御崎行きの1便のみ）
- 田谷本郷からの経路（全便とも同一）
  - 田谷本郷 - 気仙沼市役所前 - 鹿折唐桑駅前 - 八幡大橋 - 只越上 - 唐桑郵便局前 - 巨釜半造入口 - 唐桑半島ビジターセンター - 御崎
- 沿革
  - 2018年（平成30年）4月16日：市営牧沢住宅、市立病院への乗り入れを開始[4]。
  - 2020年（令和2年）10月1日：田谷本郷起終点の便を南気仙沼駅まで延伸。岩井崎入口終点の系統を気仙沼市立病院終点に変更[32]。
  - 2022年（令和4年）8月1日：唐桑総合支所前バス停を移設し、名称を「唐桑郵便局前」に変更[33]。

### 大沢線
- （市立病院 - ）田谷本郷 - 市役所前 - 鹿折唐桑駅前 - 八幡大橋 - 只越上 - 大沢台の下
  - 2017年（平成29年）11月2日：市立病院移転に伴い、一部運行経路を変更（旧市立病院への乗り入れを取り止め）。一部便（毎日1往復）を新市立病院に乗り入れ[3]。
  - 2018年（平成30年）4月16日：市立病院乗り入れ便を増便（1日2往復に）を開始、西高校系統を田谷本郷発着に変更[4]。
  - 2023年（令和5年）10月1日：大沢地区の経路を変更。防災集団移転団地前に停留所（町屋敷・大沢台の下）を追加し、大沢停留所を廃止[34]。

### 鹿折金山線
- 市営牧沢住宅 - 気仙沼西高校 - 総合体育館 - 上田中一丁目 - 田谷本郷 - 不動の沢 - 東新城一丁目 - 気仙沼駅前 - 市役所前 -  鹿折唐桑駅前 - 一本杉 - 上鹿折駅前 - 鹿折金山
- 市立病院 - 田谷本郷 - 不動の沢 - 東新城一丁目 - 気仙沼駅前 - 市役所前 -  鹿折唐桑駅前 - 一本杉 - 上鹿折駅前 - 鹿折金山
  - 2013年（平成25年）3月2日：この日より、当路線の気仙沼駅前 - 上鹿折駅前間をJR大船渡線BRTとして運行し、BRT運賃を適用している[35]。
  - 2017年（平成29年）11月2日：市立病院移転に伴い、一部運行経路を変更（旧市立病院への乗り入れを取り止め）。一部便（毎日1往復）を新市立病院に乗り入れ[3]。
  - 2018年（平成30年）4月16日：市営牧沢住宅への乗り入れを開始、西高校系統の一部田谷本郷発着に変更[4]。

### 新月線
- 市役所前 - 気仙沼駅前 - 新月公民館前 - 早稲谷 - 上八瀬 - 台 - 新月公民館前 - 気仙沼駅前 - 市役所前

### 松岩線
- 市営牧沢住宅 - 気仙沼西高校 - （市立病院 - ）松岩 - 田谷本郷 - 市役所前 - 南町 - 河原田 - 南気仙沼駅
- 市営牧沢住宅 - 気仙沼西高校 - 総合体育館 - 上田中一丁目 - 田谷本郷 - 市役所前 - 南町 - 河原田 - 南気仙沼駅
- 金取 - 松岩 - 田谷本郷 - 農協前 - 市役所前 - 南町 - 河原田 - 南気仙沼駅
  - 2017年（平成29年）4月1日：市民会館 - 松岩/上田中 - 気仙沼西高校の系統について、市営牧沢住宅まで延伸[36]。
  - 2018年（平成30年）4月16日：市立病院への乗り入れ（1往復）を開始、西高校発片浜行を廃止[4]。
  - 2020年（令和2年）10月1日：起終点を市民会館から南気仙沼駅に変更。市民会館、港町、南町海岸の各停留所を廃止[32]。

### 九条線
- 田柄 - 九条住宅 - 不動の沢 - 市役所前 - 南町 - 河原田 - 南気仙沼駅
  - 2020年（令和2年）10月1日：起終点を市民会館から南気仙沼駅に変更。市民会館、港町、南町海岸の各停留所を廃止[32]。

### 三陸線
- 津谷営業所 - 本吉病院前 - 津谷まちなか - 大谷 - 岩井崎入口 - 階上公民館前 - 片浜 - 松岩 - 田谷本郷 - 農協前 - 気仙沼市役所前 - 南町 - 河原田 
  - 2011年（平成23年）5月9日：JR気仙沼線との振替輸送を開始、運行区間を志津川 - 気仙沼間に延長。
  - 2011年（平成23年）7月11日：運行区間を柳津 - 気仙沼間に延長。
  - 2012年（平成24年）7月15日：案内所廃止のため、津谷案内所を「津谷まちなか」に停留所名改称。
  - 2012年（平成24年）8月20日：JR気仙沼線のBRT暫定運行開始に伴い、鉄道との振替輸送を終了、運行区間も津谷 - 気仙沼間となる（ほぼ震災前の運行体制に戻る）。
  - 2016年（平成28年）10月1日：津谷 - 河原田系統は平日の減便と土曜休日を全便運休化。農協前 - 気仙沼向洋高校系統は夕方下校時の運行を取りやめ、朝登校時のみの運行となる[37]。
  - 2018年（平成30年）4月16日：階上公民館発西高校行を市立病院に振り替え[4]。
  - 2020年（令和2年）10月1日：自主運行から気仙沼市の委託路線に変更。1便のみ運行されていた階上公民館→片浜→松岩→気仙沼市立病院の系統を廃止[38]。

### 大島線
- 新王平 - 要害 - （小田の浜海水浴場 - ）浦の浜（大島ウェルカムターミナル） - 小々汐 - 鹿折唐桑駅前 - 気仙沼駅前 - 東新城一丁目 - 田谷本郷 - 気仙沼市民病院
  - 2019年（平成31年）4月8日：気仙沼大島大橋開通に伴い、気仙沼市内に延伸（鶴ヶ浦 - 市内は小々汐線の復活および増便[5]）。

2020年（令和2年）10月1日：浦の浜バス停を大島ウェルカムターミナルに移設、乗り入れ[32]。
※小田の浜海水浴場へは夏季のみ一部便が乗り入れ（2019年度は7月20日から8月18日まで[39]）。
※石巻市牡鹿地区市民バス網地島線の運行開始まで、東北で唯一の離島バス路線であった。

### 本吉内陸線
- 滝沢 - 馬籠 - 本吉総合体育館前 - 津谷まちなか - 本吉病院前 - 津谷営業所

### 本吉川内線
- 両国橋 - 下川内会館前 - 本吉総合体育館前 - 津谷まちなか - 本吉病院前 - 津谷営業所

## 運行受託路線

### JR気仙沼線BRT
JR東日本から受託。津谷営業所・佐沼営業所と共管。

### 過去の受託路線

#### 気仙沼市内観光巡回バス
- 気仙沼駅 - 市役所前 - 市営駐車場前（大島航路乗り場前） - 粋活街東口（市立病院前） - リアス・アーク美術館
  - 東日本大震災後に運行
  - 4月 - 10月の土・日・祝日運行

#### 見どころ観光地巡回バス
- 気仙沼市内巡回コース：気仙沼駅 - 市役所前（安波山登山口） - 魚町一丁目（風待ち通り） - 坂口（浮見海道入口） - エースポート（旅客船乗場） - 魚市場前（海の市） - 水産物流通センター前 - 南気仙沼駅 - 粋活街（イキイキタウン）東口 - 条南中学校前 - 粋活街（イキイキタウン）西口 - 総合体育館 - リアス・アーク美術館
  - 東日本大震災以前に運行
  - 土・日・祝日・ゴールデンウィーク・夏季学校休期中運行

#### 気仙沼市内循環バスの実証運行
- ルート1
  - 南気仙沼駅 - 市役所前 - 東新城 - 市立病院 - 南気仙沼駅
  - 実証運行期間 2010年（平成22年）9月 - 11月
- ルート2
  - 南気仙沼駅 - 市役所前 - 東新城 - 市立病院 - 松岩 - 潮見町 - 南気仙沼駅
  - 実証運行期間 2010年（平成22年）12月 - 2011年（平成23年）2月

## 廃止路線
- 小田の浜海水浴場線
  - 浦の浜 - 田中浜 - 小田の浜
  - 夏季のみの臨時路線で2009年（平成21年）で廃止。
- 気仙沼市内線
  - 市立病院前 - 気仙沼市役所前 - 汽船発着所 - 気仙沼案内所 - 水産物流センター - 気仙沼営業所
  - 気仙沼駅前 - 市立病院前
- 本吉三陸線
  - 蔵内南 - 小泉小学校入口 - 津谷まちなか
  - 2016年（平成28年）10月1日に廃止[37]。
- 三陸線
  - 農協前→気仙沼向洋高校前
    - 気仙沼向洋高校の仮設校舎からの移転に伴い、2018年（平成30年）8月24日に廃止[40]。

  - 階上公民館→片浜→松岩→気仙沼市立病院
    - 自主運行から気仙沼市の委託路線への変更に伴い、2020年（令和2年）10月1日に廃止[38]。

※以下の路線と系統は乗合タクシーに移管された（受託事業者は年度により変更される）。
- 九条線
  - 気仙沼営業所 - 気仙沼高校前 - 大曲コミュニティーセンター

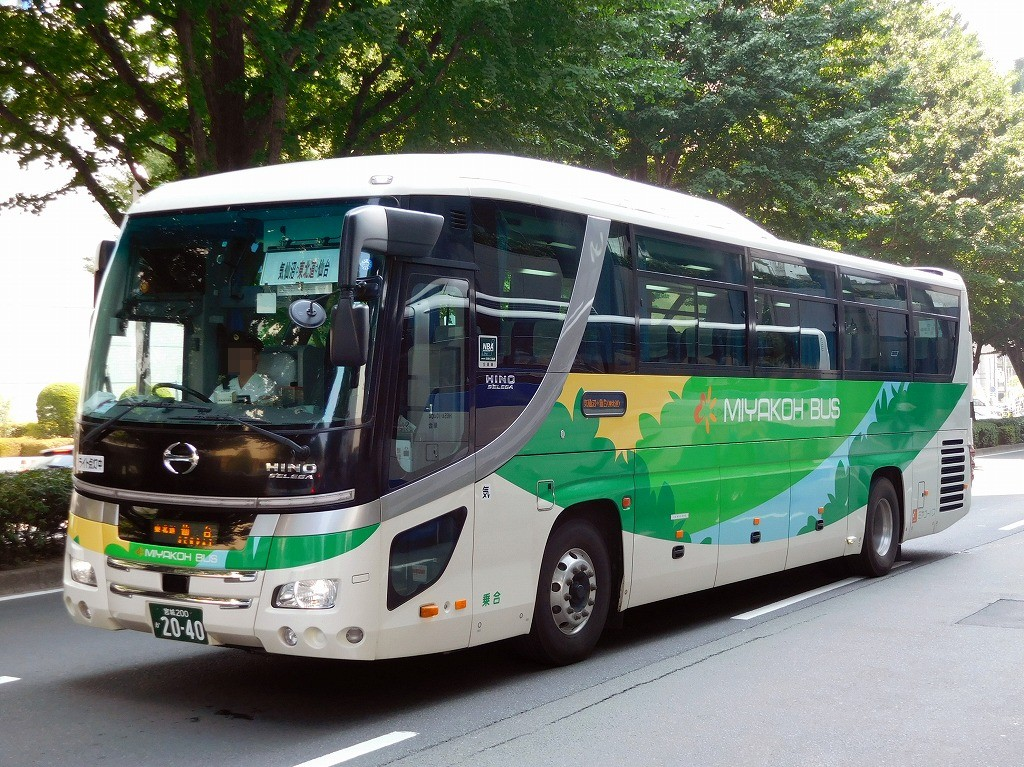
仙台 - 気仙沼線

  - 市民会館 - エースポート - 市役所前 - 市立病院入口 - （市立病院前 - ）上田中 - （水梨小学校前 - ）羽田
    - 羽田系統は2017年（平成29年）11月2日より移管[3]。
- 新月線
  - 気仙沼営業所 - 気仙沼駅前 - 新月公民館前 - 上廿一（かみにじゅういち）
  - 市役所前 - 気仙沼駅前 - 高屋敷 - 金成沢
    - 金成沢系統は2017年（平成29年）11月2日より移管[3]。
- 小々汐線
  - 気仙沼営業所 - 気仙沼案内所 - 小々汐上 - 鶴ヶ浦

（旧）仙台 - 気仙沼線
宮城県仙台市と気仙沼市を東北自動車道経由で結んでいた。運行終了時点では1日2往復が運行されていた。
概要
当初は宮城交通が運転免許センター・東北道泉IC - 築館IC - 佐沼・津谷経由で運行していたが、経路変更により若柳金成IC - 千厩経由となった。ミヤコーグループの事業再編に伴い、運行会社はグループ会社の宮交気仙沼バス、さらにミヤコーバスに移管されているが、開設以来気仙沼営業所の担当は変わっていない。仙台では宮城交通仙台北営業所に入庫し休憩を行っていた。
宮城交通は県内完結の高速バス及び山形線・上山線を「特急バス」と称しているが、本路線は例外とされている。
2011年3月11日の東日本大震災以前は、以下の経路で運行していた。
（県庁市役所前  -  気仙沼駅前） - 気仙沼市役所 - 気仙沼案内所 - 駅前通り - 気仙沼営業所
路線沿革
- 2000年（平成12年）6月15日 - 仙台 - 気仙沼線（千厩経由）1日2往復で運行開始。
- 2002年（平成14年）8月10日 - 仙台 - 大船渡線の増便と同時にそれまで通過していた岩手県内の室根村役場前、千厩バスターミナル、千厩体育館入口、薄衣の各停留所に停車。前木停留所新設。
- 2005年（平成17年）3月16日 - 1日3往復に増便。
- 2010年（平成22年）10月1日 - 仙台 - 大船渡線、仙台 - 南三陸線とともにダイヤ改正。並びに仙台駅前の発着場所が5年1ヶ月ぶりに宮交仙台高速バスセンター（旧：宮城交通高速バス総合案内所）に戻る。
- 2011年（平成23年）
  - 3月11日 - 東北地方太平洋沖地震（東日本大震災）の影響により運休。
  - 3月18日 - 県庁市役所前 - 気仙沼市総合体育館間1日1往復（途中無停車）で運行を再開。
  - 4月4日 - 1日6往復に増便、気仙沼市内で「気仙沼駅前」「市立病院入口」の各バス停に停車するようになる（一部便を除く）。
  - 4月29日 - 東北道・一関IC - 千厩経由便と三陸道・登米IC - 本吉体育館経由の2系統に気仙沼線臨時バスを仕立て直し。前者は1日3往復・後者は1日2往復で、前者は仙台 - 気仙沼線（当線）の通常の往復数と同一となった（後者は仙台 - 南三陸・気仙沼線の項も参照）どちらも気仙沼側起終点は気仙沼市総合体育館。
  - 7月19日 - 登米IC - 本吉体育館を臨時に経由していた仙台 - 南三陸線がほぼ所定の経路（桃生津山IC出入り）に戻して運行再開。

- 2012年（平成24年）12月22日 - 仙台 - 大船渡線との回数券・乗車券共通利用廃止。
- 2013年（平成25年）12月1日 - この日発売分の回数券より有効期限を設定（2015年3月31日まで、以降適宜更新）。
- 2014年（平成26年）4月21日 - 気仙沼市内の運行経路を変更、ほぼ東日本大震災前の経路に戻る。「市立病院入口」「総合体育館」の各バス停を廃止。
- 2015年（平成27年）6月15日 - 運賃改定。
- 2016年（平成28年）2月29日 - 運転士不足の影響により、1往復を減便、1日2往復となる。
- 2018年（平成30年）6月1日 - 仙台 - 気仙沼線の運行が三陸道経由に統一され、本路線が系統廃止となった。

利用状況
| 年度               | 運行日数 | 運行便数 | 年間輸送人員 | 1日平均人員 | 1便平均人員 |
| 2002（平成14）年度 | 365      | 1,446    | 26,684       | 73.1        | 18.5        |
| 2003（平成15）年度 | 365      | 1,461    | 28,824       | 79.0        | 19.7        |
| 2004（平成16）年度 | 365      | 1,451    | 26,534       | 72.7        | 18.3        |
| 2005（平成17）年度 | 365      | 2,182    | 34,549       | 94.7        | 15.8        |
| 2006（平成18）年度 | 365      | 2,004    | 32,732       | 89.7        | 16.3        |
| 2007（平成19）年度 | 366      | 2,190    | 38,880       | 106.2       | 17.8        |

## その他
東日本大震災における被災地支援として、2011年4月には尼崎市交通局からノンステップバス5台が、同年8月には明石市交通部からワンステップバス1台とツーステップバス2台が気仙沼市にそれぞれ譲渡された。これらの車両はともに旧事業者の塗色のまま、ミヤコーバスの路線バスとして運行されている。

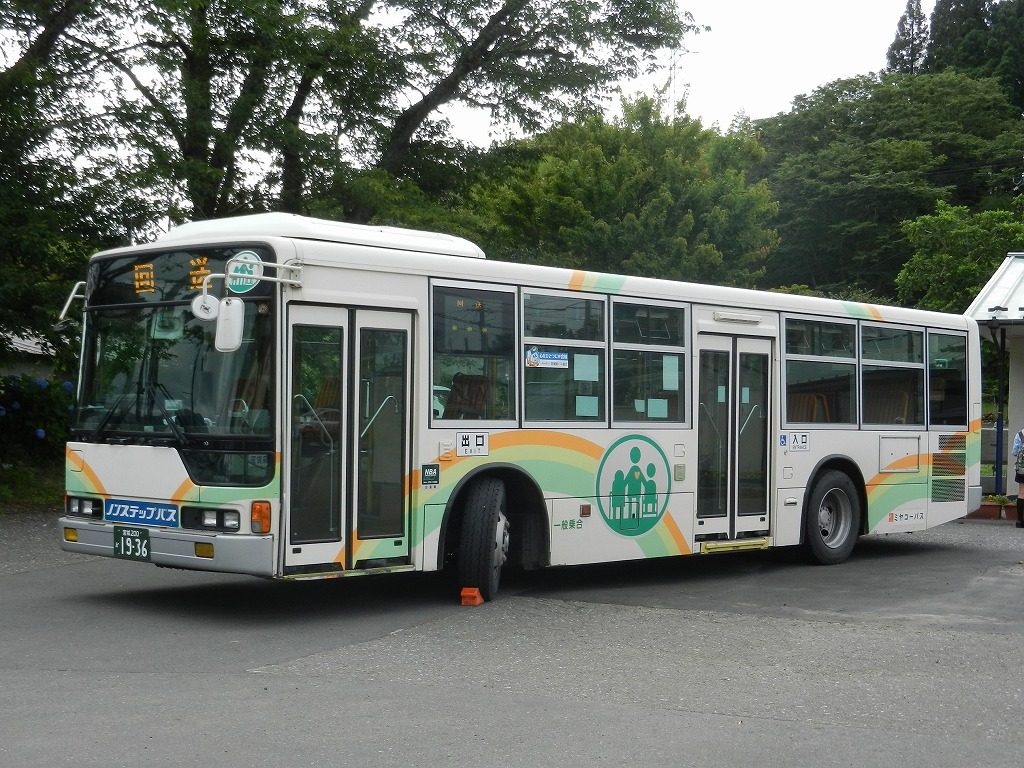
尼崎市交通局から譲渡されたノンステップバス
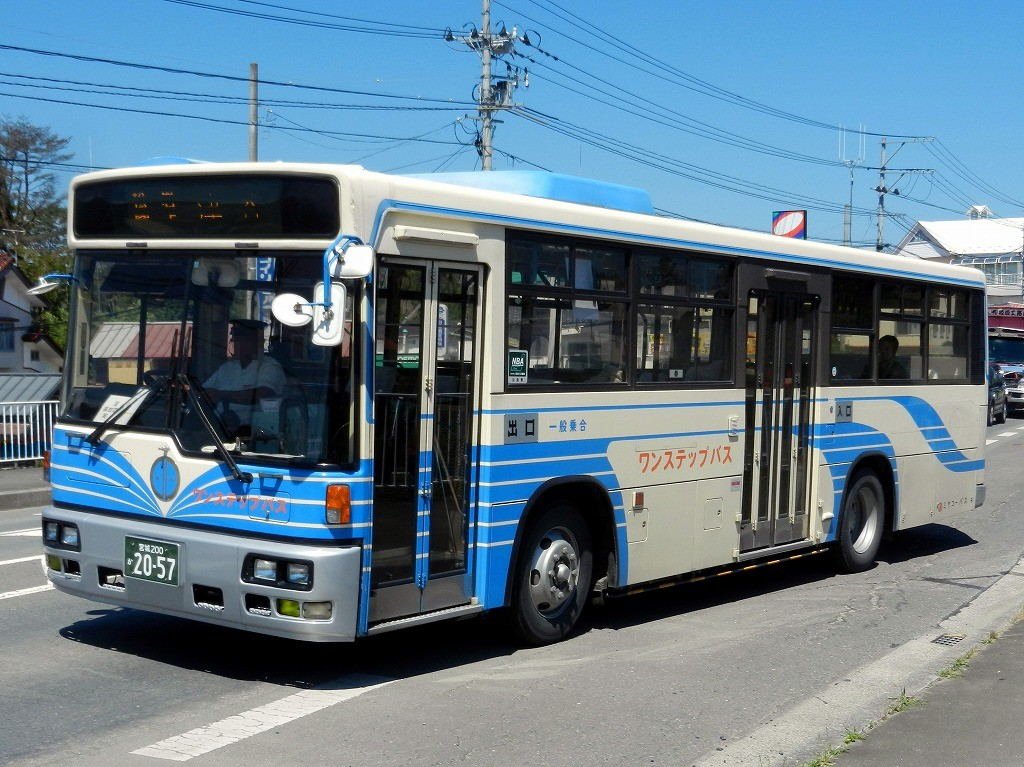
明石市交通部から譲渡されたワンステップバス
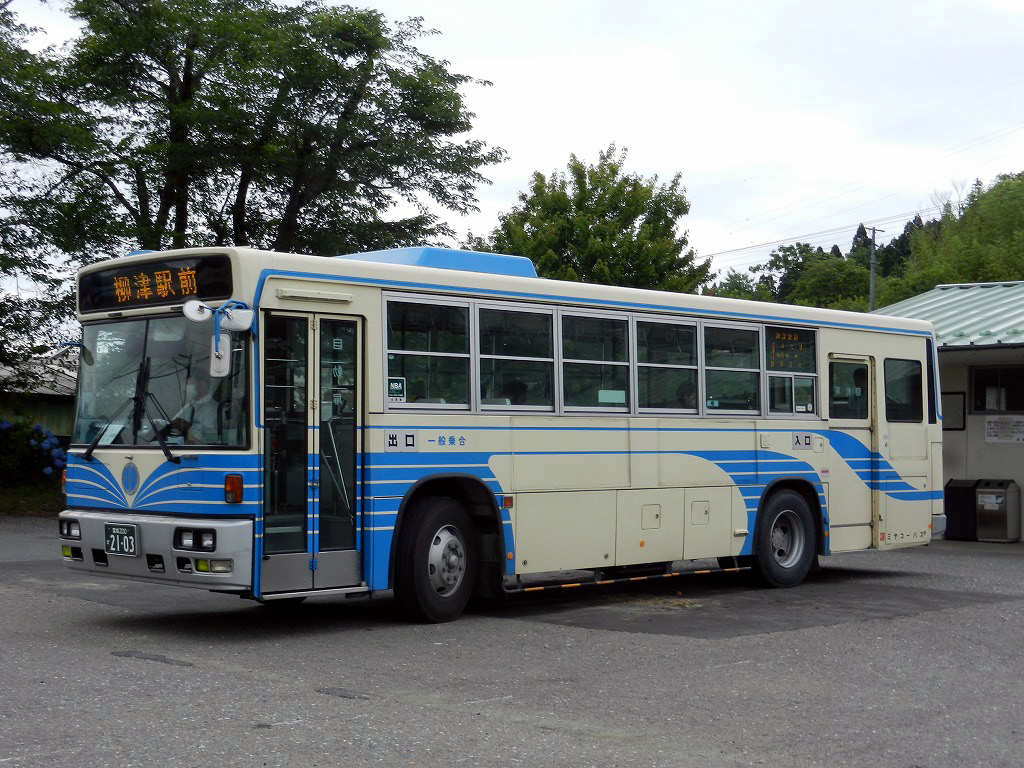
明石市交通部から譲渡されたツーステップバス

## 参考資料
- 仙北鉄道社史
- 宮城バス社史
- 宮城交通創立10周年記念乗車券付属年表